# 普卢默斯县
普卢默斯县（英語：Plumas County）是美国加利福尼亚州的一个县，县治昆西。根据美国人口普查局2020年统计，共有人口1萬9,790人。

## 地理

### 建制市镇
| 自治体（市/镇）   | 成立年份 | 人口（2018） |
| ----------------- | -------- | ------------ |
| 波托拉（Portola） | 1946     | 1,920        |